# Big band
La expresión en inglés big band (literalmente, «gran banda») hace referencia a un grupo amplio de músicos de jazz que tocan conjuntamente; puede ser traducida libremente como orquesta de jazz.

Las big bands aparecen como tales a finales de los años 1920, aunque su etapa de oro es el periodo comprendido entre 1935 y 1950.

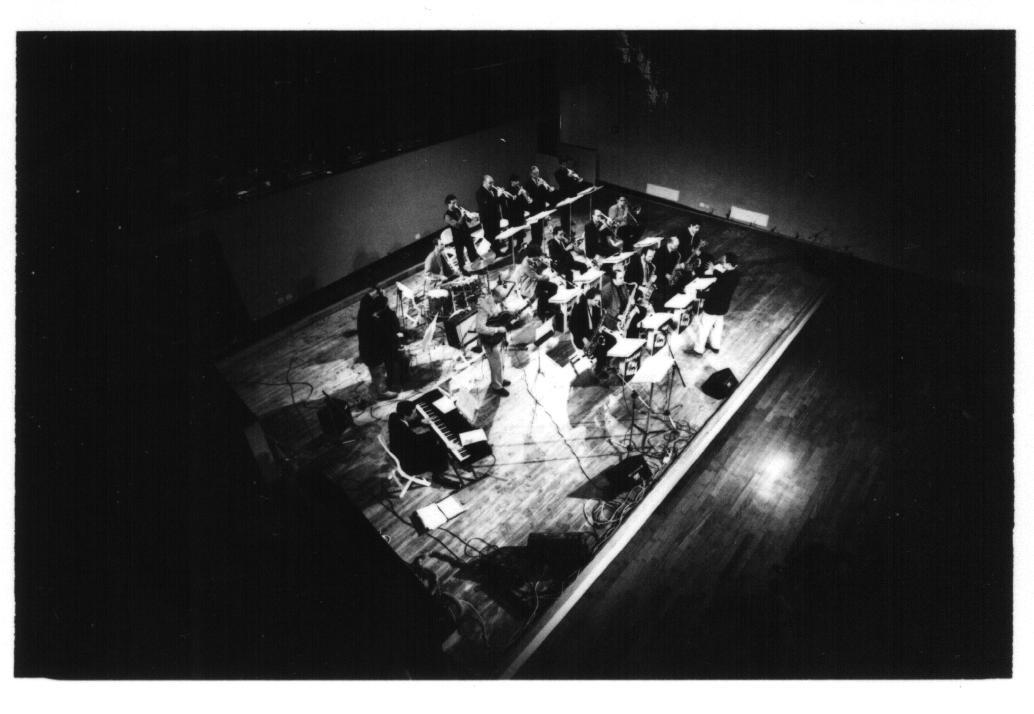
Una big band típica en el escenario. Se distinguen las diferentes secciones: maderas, a la derecha en primera fila; trombones, detrás; trompetas en la última fila de la derecha. La sección de ritmo, a la izquierda.

## Estructura de unabig band

Diagrama de disposición en el escenario de una big band típica.

La estructura de las big bands ha ido evolucionando a lo largo del tiempo, desde las bandas de diez u once miembros de la época inicial del swing, hasta las grandes orquestas de más de veinte músicos de los años setenta. En cualquier caso, característica esencial de las big bands es la existencia de secciones instrumentales, en algunas de las cuales los mismos instrumentos se encuentran duplicados.
Como regla general, aunque no exista un único formato de Big Band, habitualmente se compone de tres secciones: metales (horn section), maderas (reeds) y ritmo. La de metales incluye, al menos, tres o cuatro trompetas, y dos o más trombones (incluyendo en ocasiones un trombón bajo). La sección de maderas, suele estar formada por cuatro o más saxofones (normalmente un alto, dos tenores y un barítono), que alternan usualmente con otros instrumentos como clarinete y flauta. Finalmente, la sección rítmica de acompañantes está compuesta por alguna combinación de piano, guitarra, bajo y batería. Por tanto, un total de entre 12 y 17 miembros.
En algunos estilos, por ejemplo el West Coast jazz o el free jazz, se añadían habitualmente otros instrumentos, como trompa, clarinete bajo, tuba, etc., conformando así grandes agrupaciones de dieciocho o más miembros. No obstante, como indica Peter Clayton, un gran número de aficionados al jazz no consideran que las agrupaciones de jazz moderno, por muy grande que sea su tamaño, sean realmente big bands, en un sentido estricto.
Con frecuencia, especialmente en la época de oro del Swing, las big bands solían tener un/una cantante. De igual manera, muchos cantantes de éxito, se hacían acompañar por big bands en sus discos y presentaciones.

## Lasbig bandsen la historia deljazz

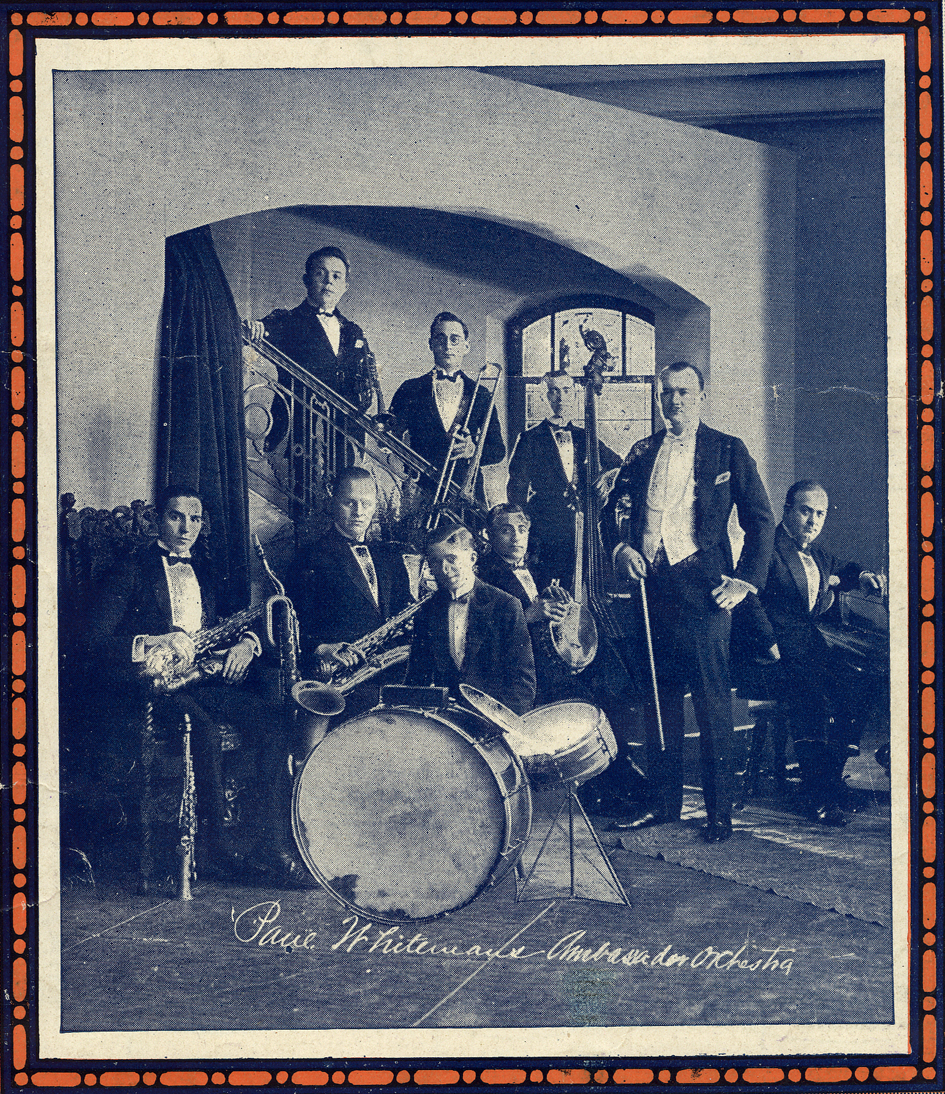
La banda de Paul Whiteman, 1921.

### Orígenes
Las big bands aparecen como resultado de la expansión del jazz de Nueva Orleans, y se produce a consecuencia de los cambios que el concepto de arreglo musical experimenta en el Estilo Nueva York, a mediados de la década de 1920, que tienen como consecuencia final la aparición del swing.
Aunque ya en 1921 encontramos grabaciones de bandas de diez miembros o más, como es el caso de Paul Whiteman, es hacia 1926 cuando se pueden encontrar los primeros indicios de sonoridades propias de las big bands, incluso en grupos típicamente hot, como los Red Hot Peppers de Jelly Roll Morton, o la orquesta de Henry Halstead. No obstante, todos los autores coinciden en señalar a Fletcher Henderson como el artífice del comienzo de la historia de las big bands. Desde 1921, Henderson había trabajado con bandas de más de nueve músicos, que hacían jazz tradicional (por ejemplo, entre 1925 y 1928, su grupo se llamaba, significativamente, Dixie Stompers). A finales de la década, el grupo se había configurado claramente en secciones instrumentales, por el procedimiento de duplicar o triplicar cada uno de los instrumentos de viento de la banda hot típica: trompeta, trombón y clarinete (paulatinamente sustituidos por saxos), realizándose arreglos instrumentales para cada sección. No solo Henderson siguió esta línea de cambio imperceptible, sino otros músicos como Luis Russell, que se hizo cargo en 1929 de la banda de King Oliver, y que fue el primero en llamar a su grupo Big Band; o los Cotton Pickers del baterista William McKinney, dirigidos primero por Don Redman y, después, por Benny Carter; o el mismo Duke Ellington, cuya banda The Washingtonians desarrolló cambios conceptuales verdaderamente revolucionarios.
Este proceso, y la misma aparición de las big bands, no suscitó inicialmente un favor unánime de los aficionados, y un sector importante de la crítica musical (Ortiz Oderigo, Hughes Panassié, Ernest Borneman...) las consideró de forma muy negativa, por «dejar la creación espontánea relegada a un segundo plano o suprimida», a la vez que tildaban al swing de «retroceso en el cosmos del arte sincopado». Peter Clayton, señala expresamente que el término big band fue usado inicialmente con sentido despreciativo, para señalar a bandas que se habían separado de la ortodoxia. Sin embargo, como señala Berendt, la visión posterior sobre la aparición del jazz de gran banda con Fletcher Henderson, tiende a considerar que, al contrario de lo señalado por los críticos conservadores, los músicos hallaron en el nuevo formato una gran libertad y así lo reconocía ya, en 1932, el crítico y productor John H. Hammond.

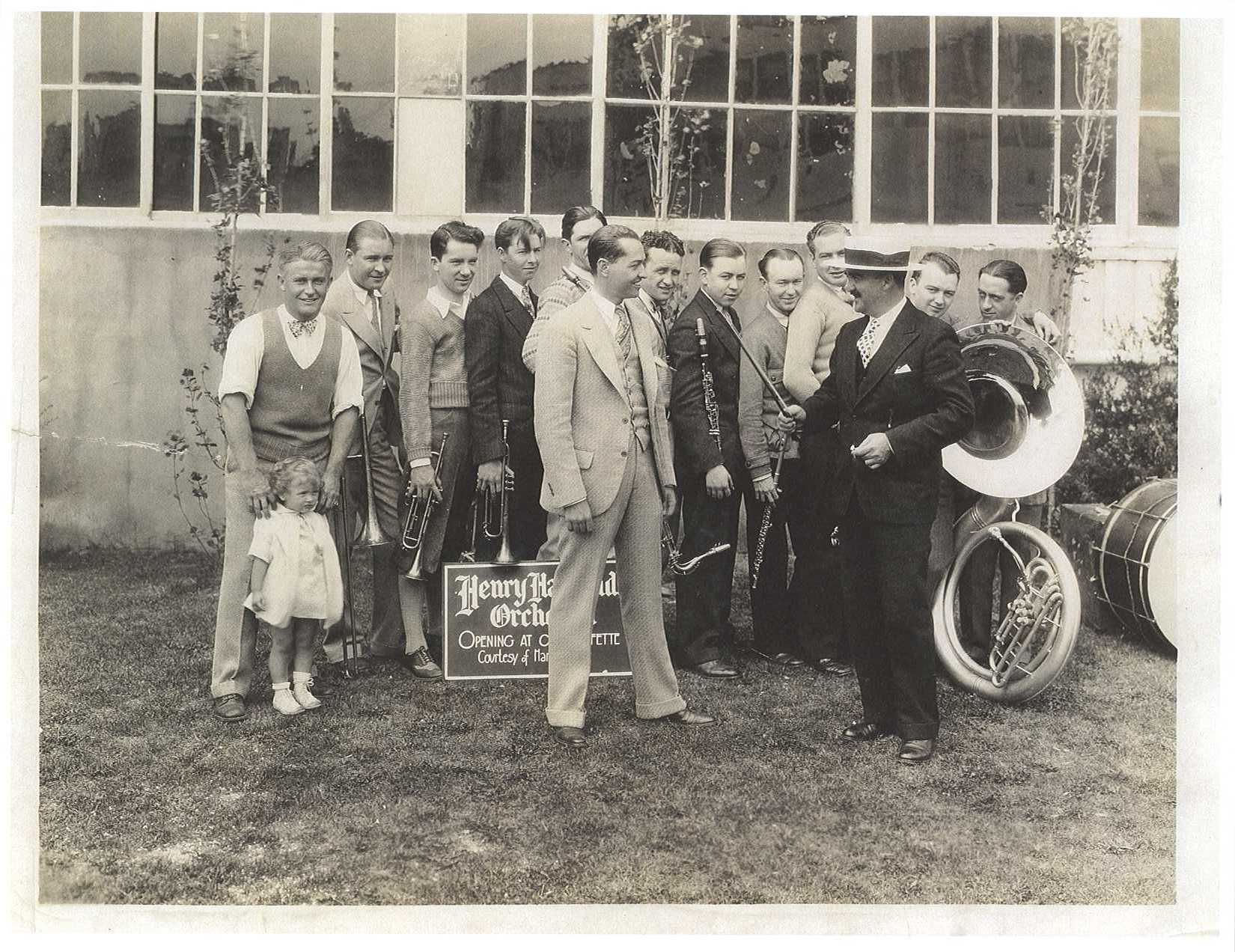
La orquesta de Henry Halstead, con Phil Harris y Red Nichols, 1927.

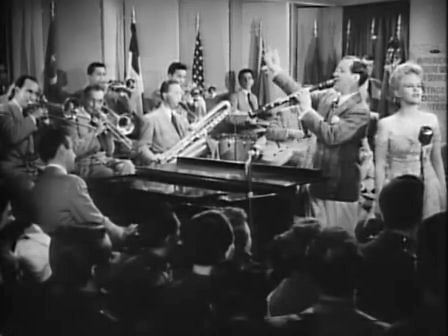
La big band de Benny Goodman, con la cantante Peggy Lee, 1943.

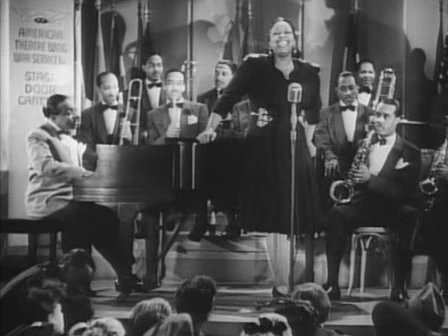
Count Basie y su Big Band, con la cantante Ethel Waters, (1943).

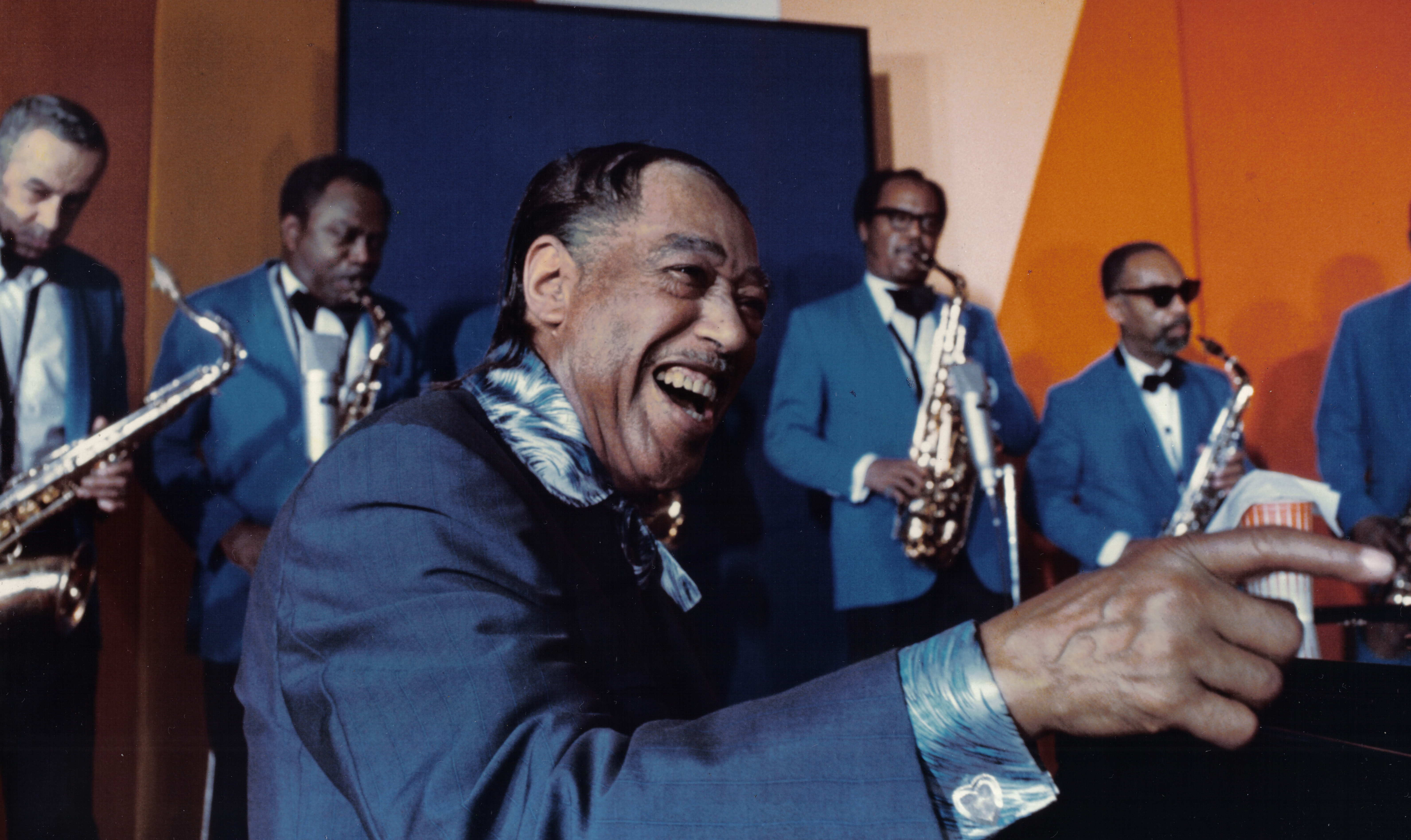
Duke Ellington, con la sección de saxos de su orquesta (1971).

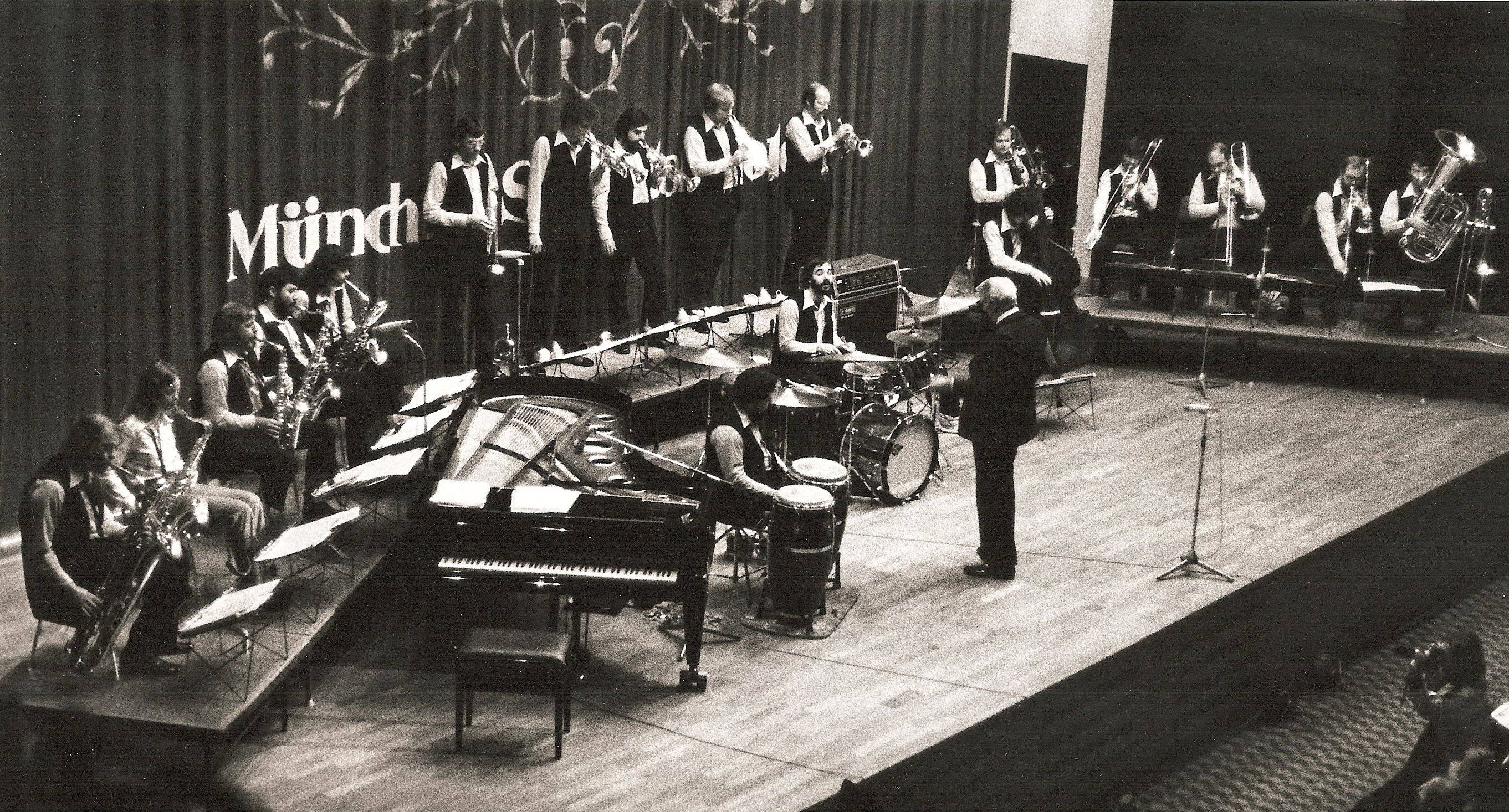
La Big Band de Stan Kenton, en 1973, con una disposición escénica diferente a la tradicional.

### Épocaswing
Con la consolidación del estilo swing, las big bands pasaron a constituirse en el eje del desarrollo del jazz. Fueron precisamente estas grandes bandas las que facilitaron la enorme popularización del estilo, al convertirse en sinónimo de música de baile. Precisamente su papel de orquestas de baile, y el hecho de que el público blanco, al bailar, se desconcertaba fácilmente si no percibía con claridad la estructura melódica, llevaron a muchas orquestas a tocar straight, es decir, solo el tema principal, reduciendo las improvisaciones a unos pocos compases. Esta tendencia, que se desarrolló frente a la línea principal de evolución del jazz, originó una diferenciación entre swing bands (aquellas que subrayan los aspectos rítmicos y el trabajo de improvisación de los solistas), y sweet bands (que reducen los aspectos característicos de las primeras, y se centran en la melodía y sus arreglos, dirigidas básicamente al baile, como la mayor parte de las orquestas blancas, entre ellas las de Glenn Miller, Harry James, Buddy Morrow, Frankie Carle, Shep Fields, o Guy Lombardo).
También dignos de mención en la era del Swing fueron varios conjuntos de jazz "Rhythm Sexteto de música" que principalmente grabaron música de jazz arreglada para varios acordeones melódicos acompañados de secciones rítmicas en la orquesta. Entre los principales artistas de los Estados Unidos se incluyen: Charles Magnante, Joe Biviano, y John Serry Sr.

#### Orquestas blancas
El racismo imperante en la vida cotidiana de Estados Unidos en la primera mitad del siglo XX, se reflejaba en una clara política de separación entre blancos y negros que tuvo su reflejo en la música, y en las big bands, especialmente en los años treinta. Precisamente, la importancia de Fletcher Henderson en el desarrollo del swing y de las big bands estriba, además de sus cambios conceptuales, en la gran influencia que ejerció sobre las bandas blancas de los años treinta y, especialmente, sobre las más famosas de ellas, las de Benny Goodman, Tommy Dorsey o Artie Shaw. La banda de Goodman, que llegó a ser el símbolo de la "Era Swing" y obtuvo un enorme éxito entre 1935 y 1939, hacía de hecho una música voluntariamente al modo de Henderson (en cuya orquesta estuvo el clarinetista un tiempo y que luego se convirtió en su arreglista), aunque de forma «cultivada y librada de todo error de entonación y precisión». Goodman mantuvo el estilo en su banda fiel a los arreglos de Henderson, hasta ya entrada la década de 1940. La decantación de Goodman, y también de Artie Shaw, por el sonido de tradición hot, les llevó a ser las primeras orquestas blancas en incorporar a destacados solistas negros (Lionel Hampton, Teddy Wilson, Roy Eldridge, Billie Holiday...), lo que generó numerosos incidentes de tipo racista en sus giras.
Casi todas las bandas blancas estuvieron influidas por el estilo de arreglos de Fetcher Henderson y por las bandas de Goodman y Shaw, incluso las que podían considerarse más genuinamente sweets. Fuera de esta órbita, no obstante, existieron bandas blancas importantes y con proyección popular, como la Casa Loma Band de Glenn Gray, la que primero consiguió éxito entre los adolescentes, incluso antes que Goodman; o las orquestas de Bob Crosby y Charlie Barnet. La banda de Crosby procedía directamente de la de Ben Pollack y mantuvo su estilo; la de Barnet, fue de las pocas que tuvo una fuerte influencia de la orquesta de Duke Ellington, y obtuvo un gran éxito en 1939 con su tema «Cherokee».

#### Orquestas negras
Paralelamente, las orquestas negras de Nueva York, desarrollaban un swing mucho más vinculado al blues, aunque también muy influido por Henderson: Cab Calloway, Chick Webb y Jimmie Lunceford, entre otras. La más famosa de ellas era la de Webb, prototipo de orquesta de Harlem. Su proyección era tal que el propio Benny Goodman se creyó obligado a medir ambas bandas en una batalla celebrada en el Savoy Ballroom, la sala por excelencia del swing en Nueva York, en 1937: cuatro mil personas abarrotaron el local y otras cinco mil colapsaron Lenox Avenue, junto al local, para presenciar el enfrentamiento que, según las crónicas, ganó Webb. Esta línea Harlem, se prolongará con las bandas de Lionel Hampton, que lograría un éxito con temas como '«Flyin' home», de una eficacia rítmica sólida y abierta, hasta las Jump Bands de los años cincuenta.
Fuera de Nueva York, destaca la banda de Count Basie, originaria de Kansas City, donde heredó el estilo de las orquestas locales de Bennie Moten y Jay McShann, repleto de blues y boogie Woogie, con el riff como elemento melódico y creador de tensión, con magníficos solistas que solían gozar de libertad para desarrollar largas improvisaciones (Lester Young, Harry Edison, Buck Clayton, Benny Morton...). Basie mantuvo su big band hasta su fallecimiento, siempre en un altísimo nivel.
Pero indudablemente, la principal de la big bands de la época swing, fue la de Duke Ellington, cuya importancia corre pareja por todas las épocas del jazz, incluso en la actualidad, hasta el punto de que, como indica Berendt, no hay una sola big band moderna, ni siquiera fuera del jazz, que no tenga influencias directas o indirectas de Ellington. Su primera banda de gran formato la reunió en 1926 para tocar en el Cotton Club' de Harlem, conservando el núcleo básico de la misma hasta bien entrados los años cincuenta, lo que la convierte en la big band más estable de la historia (Johnny Hodges permaneció con Ellington, 42 años, hasta su fallecimiento). De las formaciones posteriores, la más citada suele ser la que tuvo a comienzos de los cuarenta, con el contrabajista Jimmy Blanton y el saxo tenor Ben Webster, y que se considera unánimemente[cita requerida] como el comienzo del jazz moderno para big band. Aunque Ellington ha tenido a lo largo del tiempo a numerosos arreglistas, aparte de él mismo, el más conocido de todos ellos fue sin duda Billy Strayhorn. Entre las big bands más directamente influidas por la de Ellington, destaca la de Earl Hines.

#### Post-swing
Algunas de las big bands de la época Swing, tuvieron un estilo peculiar que las separó del resto y les hizo convertirse en una avanzadilla de los movimientos que dieron lugar al nacimiento del bop y del jazz moderno. Entre ellas, las más importantes fueron las orquestas de Woody Herman y Stan Kenton. La banda de Herman, que se reunió por primera vez en 1936 con los restos de la orquesta de Isham Jones, se separó claramente de la tendencia de las bandas blancas a tocar a lo Goodman y desarrolló un estilo directamente basado en el blues. De hecho fue conocida en esta época como The band that plays the blues, a pesar de lo que consiguió gran popularidad con su tema «At the woodchopper's ball». Después de la Segunda Guerra Mundial, Herman reformó la orquesta y comenzó con sus sucesivos Herds (rebaños), el primero de los cuales es, para muchos autores, la más vital y poderosa big band de todos los tiempos, obteniendo un éxito mundial con su tema «Cal'donia», versionada hasta la saciedad después y que inspiró a Igor Stravinski su Concierto de ébano (1945). El segundo de los herds, organizado en 1947, impulsó un sonido propio y peculiar que se conoció como Four Brothers y que caracterizó a las sucesivas ediciones de su banda. Su sonido fue uno de los pilares del estilo llamado West Coast jazz.
Stan Kenton, por su parte, ha mantenido siempre una orquesta mucho más compleja, en sus conceptos y estructura musical, que las clásicas big bands de swing. A partir de 1942, realiza una serie de grabaciones bajo la etiqueta de Artistry in (la primera de las cuales fue Artistry in rhythm), que marcan su primera línea estilística más allá del swing. Después, junto con su arreglista Pete Rugolo, desarrolla un complejo intento de Jazz Progresivo, potente, repleto de masas de acordes vigorosos y aglomeraciones sonoras sobrepuestas, añadiendo cuerdas y maderas a sus secciones tradicionales, hasta reunir una banda de veinte músicos, preludio de la Third Stream. Su inesperado éxito, que incluyó a su ambicioso disco Innovations in modern music, no impidió que, a partir de 1952 diera un nuevo cambio a su estilo, acercándose de nuevo al swing, en un estilo que puede compararse con el de Count Basie.

### Bebopy West Coast
Con la llegada del bebop, se produjeron algunos intentos de trasladar el nuevo estilo a los parámetros de las big bands, a pesar de que podía parecer contradictorio. La banda de Earl Hines había cobijado las primeras expresiones del bop, sin que se percibiera abismo alguno entre su Harlem jump inicial y la música de sus últimas formaciones en 1948. Pero sería la banda formada en 1944 por el cantante Billy Eckstine, discípulo de Hines, la primera que se planteara de una forma consciente hacer bebop. En esta orquesta estuvieron simultáneamente Dizzy Gillespie, Fats Navarro y Miles Davis en las trompetas; Charlie Parker, Dexter Gordon y Wardell Gray en los saxos; Art Blakey en la batería; y Sarah Vaughan en la voz, lo que da idea de su dirección y peso. La banda tuvo que disolverse en 1947, pero la big band del propio Gillespie, donde estaban Tadd Dameron, John Lewis, James Moody, Milt Jackson y Kenny Clarke entre otros, tomó el relevo y logró asentarse, con el añadido del percusionista Chano Pozo, que Gillespie reclutó para lograr un sonido como el que, por entonces, tenía la banda de Machito, el mejor exponente de la fusión del jazz y los ritmos cubanos.
Existieron otras bandas, en la estela de Woody Herman y Stan Kenton, que bordeaban los acentos del bop, entre las que es preciso destacar las de Les Brown y Claude Thornhill. La primera de ellas era una orquesta de baile, favorita en los campus universitarios de finales de los cuarenta, aunque de un nivel musical que llamó la atención de los propios músicos de jazz. La banda de Thornhill, por su parte, fue la directa inspiradora del Birth of the Cool de Miles Davis.
Precisamente en el entorno del cool y, sobre todo, del West Coast jazz californiano, se movieron algunas interesantes big bands de los años cincuenta: En el este, aparte de la Capitol Band de Davis y Gil Evans, en 1949, destaca la orquesta de Ralph Burns, quien fuera arreglista de Woody Herman anteriormente. En el oeste, las big bands de Conrad Gozzo, Shelly Manne, Shorty Rogers y, especialmente, la del trompetista Gerald Wilson.

## Lasbig bandsa partir de los años 1960
Aunque la década de 1950 presenció el final de la época de oro de las big bands, en parte por las dificultades económicas que suponía mantener formaciones de este tamaño, en parte porque el jazz, en su evolución, perdió el papel de música de baile que jugó en las décadas anteriores, la realidad es que el formato de gran banda se mantuvo en los sucesivos estilos jazzísticos.

### Hard bop
A mediados de los años cincuenta, y sobre la base del clasicismo de Count Basie, se forjaron algunas orquestas de gran nivel. En primer lugar, la de Maynard Ferguson para tocar de forma estable en el Birdland neoyorquino, que más adelante reformó para realizar giras, con músicos jóvenes. Ferguson mantuvo su big band en los sesenta, en Inglaterra, y en los setenta, acercándose al jazz rock. También a finales de los cincuenta Quincy Jones, que había sido el arreglista de la banda de Shorty Rogers, organizó una big band, repleta de grandes solistas y que, tras firmar un debut discográfico excepcional (This is how I feel about jazz) permaneció viva varios años en Europa, convirtiéndose en la big band más considerada, Ellington y Basie aparte, del panorama de la época. Jones tuvo que disolver su orquesta poco después, aunque mantuvo su trabajo en disco con grandes formaciones hasta bien entrados los setenta. Cada vez con más frecuencia, encontramos big bands reunidas para grabaciones, que no tienen casi continuidad en los escenarios, por razones presupuestarias. Es el caso de los trabajos en gran formato de Oliver Nelson, Gerry Mulligan, Bill Holman o Johnny Griffin, en los sesenta. Aunque también encontramos bandas que se han mantenido de forma estable en este periodo, entre ellas las de los bateristas Buddy Rich y Louie Bellson, que obtuvieron sus mejores éxitos en el tránsito entre los 60 y los 70.

### Free jazz
Entre los músicos que mantuvieron su apuesta por los grandes formatos en los años sesenta, el más interesante fue George Russell, que había creado en los años cincuenta una teoría armónica propia, surgida del propio jazz, conocido como Concepto lidio-cromático de organización tonal, y que será precursor de la modalidad de John Coltrane y de buena parte del free jazz. Las bandas de Russell no están ya estructuradas al modo clásico de las big bands, siendo el paradigma de ello el disco Living times (1972), grabado con Bill Evans, en el que la banda no se dispone en las secciones instrumentales clásicas, sino en lo que Russell denominaba Ciclos, pequeños grupos de tres o cuatro instrumentistas variados (una trompeta, un oboe, un trombón y una guitarra eléctrica, por ejemplo), uno de los cuales ejercía de líder. El líder, o el ciclo al completo, improvisaba durante un período (no de compases) determinado, mientras el resto de los grupos o ciclos tocaban la partitura que les correspondía.
Russell, en cierta forma, participa en la adaptación del formato de big band al free jazz, igual que ocurre con Charles Mingus que es, probablemente, quien se sitúa más marcadamente en la transición entre el jazz tonal y el atonal, con sus conciertos en el New York Town Hall y el Festival de Jazz de Monterey a finales de los años sesenta, usando abundantemente la improvisación colectiva. De entre las primeras big bands de free-jazz, destaca la Jazz Composer's Orchestra de Carla Bley y Mike Mantler, creada en 1965 con la crema de la vanguardia de Nueva York, con composiciones en forma de collages imaginativos y crítica social.
La principal big band de free jazz, no obstante, es la Sun Ra Arkestra. Sun Ra fue pianista de la orquesta de Fletcher Henderson y, ya desde los años 50, mantuvo grandes formaciones a las que añadía profusión de percusiones y sonidos nuevos para la época. La música de esta big band que, al igual que Russell o Bley, no está conformada según las secciones instrumentales clásicas, añadiendo instrumentos como oboe, violín, corno inglés, manzello y otros, es un compendio de toda la historia de la música negra que va más allá de la idea usual de free jazz. Es la expresión más precisa de la antiquísima existencia negra en nuestros días, en palabras del escritor LeRoi Jones. Al contrario de lo que sucedió con estilos anteriores, Europa aportó un buen número de importantes big bands en la órbita del free jazz y de tendencias posteriores. De entre todas ellas, destaca sin duda la Globe Unity Orchestra de Alexander von Schlippenbach.

### Post bop

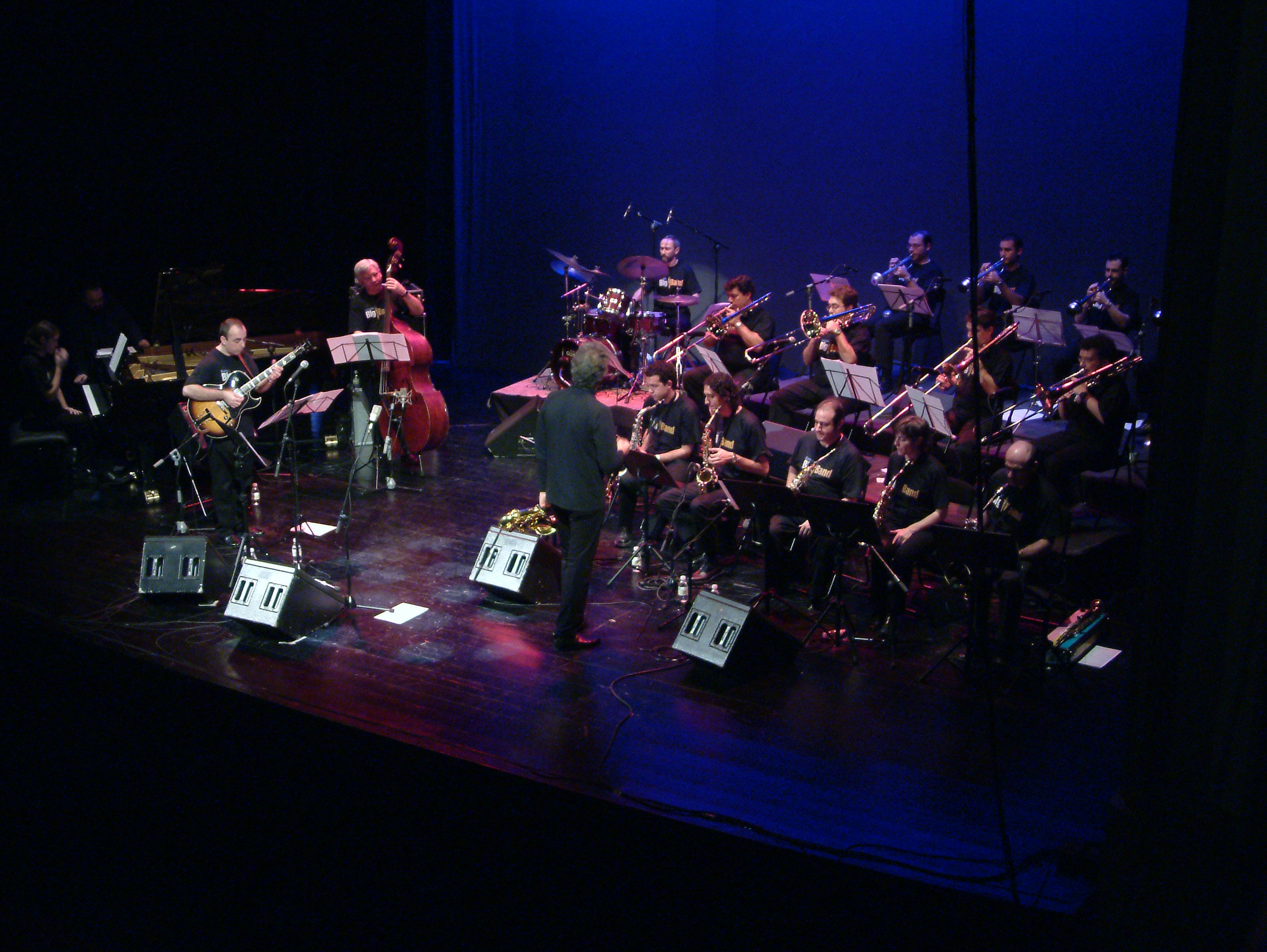
Bob Mintzer dirigiendo la Big Band de Granada, en el Festival de Jazz de 2003.

A partir de los años setenta, vuelven a aparecer un buen número de big bands organizadas al modo convencional, que afrontan nuevas y originales posibilidades sin renunciar a la estructura musical anterior al free jazz. Entre ellas, destacan las de Don Ellis, Thad Jones-Mel Lewis, Doc Severinsen, Toshiko Akiyosi-Lew Tabackin y, en Europa, la de Kenny Clarke-Francy Boland, los Brotherhood of Breath, de Chris McGregor, y la Vienna Art Orchestra.
Don Ellis, hasta su muerte en 1978, desarrolló interesantes experimentos con métricas y líneas rítmicas nuevas, llevando a su big band por compases como 19/8, o 32/3/4. En ocasiones, por ejemplo en su álbum en vivo, Tears of Joy, incorporó una sección de cuerdas (quinteto: dos violines, dos violas y un chelo) que logró fundir perfectamente con las secciones tradicionales.

### Jazzcontemporáneo
La segunda mitad de la década de 1990 conoció un revival de la música para big bands, una tendencia que se había originado en la década anterior, en la obra de músicos como el bajista Saheb Sarbib o el cornetista Butch Morris. El teclista Wayne Horvitz desarrolló su idea del "jazz progresivo de cámara", mientras que el veterano multinstrumentista Marty Ehrlich recogía la influencia del jazz tradicional, la improvisación, la música ligera y la música clásica de vanguardia, y la estadounidense María Schneider, alumna de Gil Evans, resucitó el estilo de su maestro en diversos álbumes para orquesta.
A comienzos del siglo XXI, se mantienen todavía buena parte de las bandas citadas, así como otras que actúan bajo el nombre de sus antiguos líderes ya fallecidos, incluidas nuevas ediciones de las big bands de Glenn Miller, Duke Ellington o Count Basie, que tocan los arreglos de su época original. Existe, además, un circuito muy vivo de big bands de carácter local, bien de las high schools y universidades norteamericanas, bien de conservatorios o de localidades de todo el mundo, que funciona en cierta forma como basamento de las big bands profesionales del futuro. Algunos músicos de primer nivel, como Clark Terry en su momento, o Wynton Marsalis y Bob Mintzer en la actualidad, desarrollan parte importante de su trabajo en concierto con este tipo de bandas.

## Influencia en otros géneros musicales
La formación y dinámica propia de las big bands fue adoptada además por otras músicas cercanas al jazz, como es el caso del blues y el rhythm & blues. Partiendo de conceptos utilizados por las jump bands derivadas del estilo de Harlem, algunos de los artistas más consolidados de estos géneros se rodearon de grandes bandas. La más reputada de todas ellas fue la que, sistemáticamente, respaldó a Ray Charles, pero otros músicos como B.B. King, en el blues, o James Brown en el funk, han mantenido big bands repletas de brillantes instrumentistas. Músicos relacionados con el rock, pero deudores de una tradición bluesy, como es el caso de Van Morrison, también han tocado, en determinados periodos, con el respaldo de grandes bandas.
También en el mundo de la música afro-cubana, especialmente a partir de los años 1940, se impuso el formato de big band, en un estilo de fusión con el jazz que se denominó cubop. El representante más claro de esta línea fue la banda que, en 1940, reunió el trompetista Mario Bauzá, junto al cantante Machito, en Nueva York, bajo el nombre de The Afro-Cubans, y que grabó con músicos como Charlie Parker o Dizzy Gillespie. Otras formaciones latinas, tomaron posteriormente el relevo, como las de Tito Puente, Chano Pozo o Tito Rodríguez.
No solo las orquestas latinas más vinculadas al jazz adoptaron el esquema organizativo y de arreglos por secciones, típico de las big bands, sino que también lo hicieron otras más comerciales, como las de Xavier Cugat o, sobre todo, Pérez Prado, el Rey del Mambo. Más tarde, la estructura se mantendría en las bandas latinas de los años 1960 y años 1970, como las de Ray Barretto, Johnny Pacheco o Willie Colón y, por supuesto, en las orquestas de salsa, como Fania All Stars.

## Big bands de rock
Aunque han existido big bands convencionales que han desarrollado música de fusión con el rock, como es el caso de Les DeMerle Transfusion, o la United Jazz & Rock Ensemble de Wolfgang Dauner, el término se ha aplicado específicamente, por algunos autores como Joachim E. Berendt, a los grandes grupos de jazz rock de comienzo de los años 1970, como Blood, Sweat & Tears, Chase, The Flock, Dreams, Lighthouse o, en sus primeros tiempos, Chicago y The Ides of March, incluyéndose también otras bandas como The Mothers of Invention o Santana en determinadas épocas de su trayectoria.
Estos grupos, bajo la influencia de las bandas de soul y R&B de mediados de los años 1960, sobre todo en las ciudades del noreste de los Estados Unidos, añadieron hacia 1967 al núcleo instrumental básico de los grupos clásicos de rock (guitarra, bajo, batería y teclados), instrumentos de viento (trompeta, saxo, trombón), inusuales hasta entonces en el rock, pero de amplia tradición en los géneros antes citados. Estos grupos solían oscilar entre los siete y los diez miembros, es decir, por debajo del estándar de big band de jazz, pero esto suponía una banda muy amplia para los estándares del rock, donde los grupos raramente superaban los cinco miembros.
El paradigma de esta categoría fue la banda inglesa CCS, cuya estructura era verdaderamente la de una big band clásica. También el guitarrista de rock'n'roll y neoswing Brian Setzer dirige desde 1990 una potente big band.